# Accipitrinae
Accipitrinae är en underfamilj av rovfåglar i familjen hökartade rovfåglar Accipitridae. Underfamiljen omfattar, beroende på taxonomi, fem släkten, där det absolut största släktet är egentliga hökar (Accipiter). Underfamiljen finns representerad över stora delar av världen och merparten lever i skogsbiotoper och jagar genom överraskningsattacker från dold plats. De har ofta lång stjärt och mycket god syn.
Typiska representanter för hökar är duvhök (Astur gentilis) som finns i hela holarktis och sparvhök (Accipiter nisus) som förekommer i norra Eurasien.

## Släkten och arter
- Släkte Egentliga hökar (Accipiter)
- Släkte Micronisus
  - Gabarhök (Micronisus gabar)
- Släkte Sånghökar (Melierax)
  - Mörk sånghök (Melierax metabates)
  - Blek sånghök (Melierax canorus)
  - Östlig sånghök (Melierax poliopterus)
- Släkte Urotriorchis
  - Långstjärtad hök (Urotriorchis macrourus)
- Släkte Erythrotriorchis
  - Rödhök (Erythrotriorchis radiatus)
  - Rostskuldrad hök (Erythrotriorchis buergersi)